# Pustyny
Pustyny est une localité polonaise de la gmina de Krościenko Wyżne, située dans le powiat de Krosno en voïvodie des Basses-Carpates.